# رووه (استان پومرانی)
رووه (به لهستانی:  Rowy) یک روستا در لهستان است که در گمینا اوستکا واقع شده‌است. رووه ۳۱۰ نفر جمعیت دارد.